# Minuscule grecque

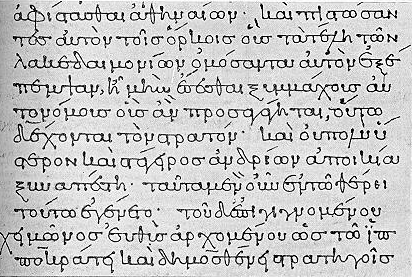
Codex vetustissimus, ancien exemple d'écriture minuscule grecque (Xe siècle). Le texte manuscrit est ici un extrait du chapitre 88f du livre IV de La Guerre du Péloponnèse de Thucydide

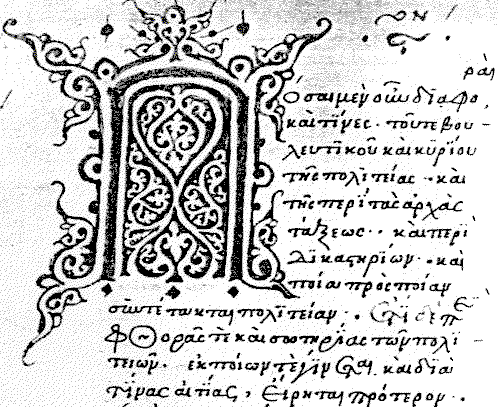
Codex recentior, exemple plus tardif de minuscule grecque (1493). Le texte présenté est le début du livre IV de la Politique d'Aristote.

La minuscule est un style d'écriture manuscrite de l'alphabet grec utilisé dans les manuscrits byzantins à partir des IXe et Xe siècles. Elle remplace l'écriture onciale, dont elle diffère par des lettres plus petites, plus arrondies et plus liées, et par un grand nombre de ligatures. Plusieurs de ces formes sont développées auparavant dans l'écriture cursive, plus informelle. Les formes de lettres utilisées dans l'écriture minuscule sont les ancêtres des lettres minuscules grecques modernes.

## Historique
L'écriture grecque est, à l'époque hellénistique, monocamérale : la seule forme de lettre utilisée correspond à peu près aux majuscules grecques actuelles. Jusqu'au IVe siècle se développe un type de lettres destiné à l'écriture de librairie, l'onciale (ou majuscule), similaires aux caractères épigraphiques mais plus arrondies. À partir du IIIe siècle av. J.-C., une écriture cursive apparaît en parallèle, destinée aux autres écrits (textes privés, documents de la vie quotidienne, etc.).
La minuscule apparaît au début du IXe siècle. Son origine est mal connue ; peut-être inventée au monastère du Stoudion à Constantinople, elle comporte des caractères compacts, arrondis, dérivant de l'écriture cursive. 
Cette nouvelle écriture remplace l'onciale comme écriture de librairie, les manuscrits byzantins étant alors réécrits avec le nouveau style ; les manuscrits en onciale antérieurs sont peu préservés après réécriture en minuscule, les rendant extrêmement rares actuellement. 
L'écriture minuscule se développe ensuite, continuant à emprunter des éléments à l'écriture cursive. 
Les manuscrits de la première phase de la minuscule (du début du IXe siècle au milieu du Xe siècle) sont appelés codices vetustissimi (« très vieux manuscrits »), ceux du milieu du Xe siècle au milieu du XIIe siècle sont connus comme codices vetusti (« vieux manuscrits »), les manuscrits ultérieurs codices recentiores (« manuscrits récents ») et ceux datant d'après 1456 et les débuts de l'imprimerie codices novelli (« manuscrits nouveaux »),. L'écriture minuscule est utilisée jusqu'après la fin de l'Empire byzantin.
Dans les manuscrits médiévaux, les onciales sont encore employées conjointement avec les minuscules, pour les titres et pour mettre en relief l'initiale d'une phrase ou d'un paragraphe. Comme en latin, cette habitude est à la base de l'établissement d'un alphabet grec bicaméral : à l'époque moderne, les imprimeurs modélisent les capitales sur les formes de lettres des anciennes inscriptions et les bas-de-casse sur l'écriture minuscule.
L'usage de la minuscule a permis un important gain de place, économisant le parchemin, et de temps, la rédaction devenant plus rapide ; elle a ainsi favorisé la production et la diffusion des livres. Elle a également rendu la lecture plus claire, les mots étant désormais séparés ; toutefois, se sont alors différenciées la population la plus alphabétisée, capable de les lire, et celle bénéficiant d'une alphabétisation élémentaire, qui a généralement seulement appris l'onciale.

## Lettres
Le tableau suivant regroupe, pour chaque lettre, son évolution : majuscule épigraphique, onciale, cursive, minuscule et bas-de-casse moderne. Des exemples de ligatures sont données dans certains cas.
| Majuscule | Onciale | Cursive | Minuscule | Minuscule avec ligatures | Bas-de-casse moderne |
| --------- | ------- | ------- | --------- | ------------------------ | -------------------- |
| Α         | inline  | inline  | inline    | inline                   | α                    |
| Β         | inline  | inline  | inline    |                          | β                    |
| Γ         | inline  | inline  | inline    | inline                   | γ                    |
| Δ         | inline  | inline  | inline    | inline                   | δ                    |
| Ε         | inline  | inline  | inline    | inline                   | ε                    |
| Ζ         | inline  | inline  | inline    |                          | ζ                    |
| Η         | inline  | inline  | inline    | inline                   | η                    |
| Θ         | inline  | inline  | inline    | inline                   | θ                    |
| Ι         | inline  | inline  | inline    |                          | ι                    |
| Κ         | inline  | inline  | inline    | inline                   | κ                    |
| Λ         | inline  | inline  | inline    | inline                   | λ                    |
| Μ         | inline  | inline  | inline    | inline                   | μ                    |
| Ν         | inline  | inline  | inline    | inline                   | ν                    |
| Ξ         | inline  | inline  | inline    |                          | ξ                    |
| Ο         | inline  | inline  | inline    | inline                   | ο                    |
| Π         | inline  | inline  | inline    | inline                   | π                    |
| Ρ         | inline  | inline  | inline    | inline                   | ρ                    |
| Σ         | inline  | inline  | inline    | inline                   | σ                    |
| Τ         | inline  | inline  | inline    | inline                   | τ                    |
| Υ         | inline  | inline  | inline    | inline                   | υ                    |
| Φ         | inline  | inline  | inline    | inline                   | φ                    |
| Χ         | inline  | inline  | inline    |                          | χ                    |
| Ψ         | inline  | inline  | inline    |                          | ψ                    |
| Ω         | inline  | inline  | inline    | inline                   | ω                    |